# Amtmansborgin
Az Amtmansborgin a feröeri főbiztos rezidenciája Tórshavnban. Az épület 1880-ban épült kormányzói rezidenciaként, és abban az időben Feröer legnagyobb épületének számított.
2007-ben egy szavazáson beválasztották Feröer hét csodája közé.